# آثار الاحتجاجات البحرينية (يناير - أغسطس 2012)
فيما يلي جدول زمني غير مكتمل عن الأحداث التي تلت الاحتجاجات البحرينية 2011 من يناير إلى أغسطس 2012. شهدت هذه المرحلة من الاحتجاج الذكرى السنوية الأولى للاحتجاجات البحرينية وهي أكبر مظاهرات في التاريخ وتصاعد اشتباكات عنيفة بين الشبان وقوات الأمن.

## يناير 2012

### 1 يناير
في جنازة سترة لصبي يبلغ من العمر 15 عام يدعى سيد هاشم سعيد زعم أنه قتل من قبل قوات الأمن في اليوم السابق سار الآلاف للتنديد بالحكومة الملكية للملك حمد بن عيسى بن سلمان آل خليفة. استقبلتهم شرطة مكافحة الشغب التي أطلقت الغاز المسيل للدموع والرصاص المطاطي وقنابل الصوت على المتظاهرين بينما ألقى المتظاهرون بزجاجات حارقة على الشرطة. في الوقت نفسه قال مدير الأمن العام الجديد أن قوة شرطة المجتمع التي أنشأت في عام 2005 أنه تم تجنيد 500 ضابط جديد «من جميع قطاعات المجتمع البحريني». يقوم ضباط شرطة المجتمع بدوريات فقط المناطق التي يتم تجنيدهم فيها ولا يحملون أسلحة على الرغم من أن لديهم صلاحيات الاعتقال. تنتهج الحكومة حملة تجنيد جديدة كما تقدم نحو معالجة توصية اللجنة البحرينية المستقلة لتقصي الحقائق بصفة عاجلة تشكيل «برنامج للاندماج في قوات أمن يتكونون من أفراد من جميع الطوائف في البحرين».

### 6 يناير
في 6 يناير بينما كان المدافع عن حقوق الإنسان نبيل رجب يقود مظاهرة ليلية هادئة في فريج المخارقة من المنامة وأدخل المستشفى واعتقل لفترة وجيزة بعد أن زعم تعرضه للضرب من قبل شرطة مكافحة الشغب. شارك مئات الاشخاص في الاحتجاج للمطالبة بالإفراج عن المعتقلين السياسيين وسقوط الملك. مشاركة أخرى زينب الخواجة تم رشها بالفلفل على أيدي الشرطة وأصيب عضو مركز البحرين لحقوق الإنسان عن طريق قنبلة صوتية في ساقه.
في مقابلة مع قناة الجزيرة الإنجليزية قال رجب أنه وغيره من المحتجين اقتحموا المنازل المجاورة هربا من الشرطة. قال رجب أنه بعد نصف ساعة غادر المنزل وتعرض لهجوم من قبل رجال الشرطة الأردنية والسورية والباكستانية بينما كان يسير نحو سيارته. ادعى أنهم استمروا في ضربه حتى بعد أن عرف نفسه حيث سألوه «هل أنت نبيل رجب» فقال «نعم» ثم ضربوه أكثر. قال رجب إن ضابط بحريني اقترب منه وتوقف الضرب. ثم اصطحب الضابط رجب إلى سيارة إسعاف. وفقا لتقرير صادر عن مركز البحرين لحقوق الإنسان منعت نشطاء من زيارة رجب في المستشفى ودفعت الشرطة ابن رجب وأخذت هاتفه عندما حاول التقاط صورة لرجب. قوات الأمن أطلقت الغاز المسيل للدموع لتفريق تجمع تضامني مع رجب خارج المنزل رجب.
قال محامي رجب بأن رجب عانى من «إصابات خطيرة في الوجه» بعد أن الضرب «الوحشي» من قبل الشرطة في جميع أنحاء جسده وخصوصا ظهره ووجهه. قال مركز البحرين لحقوق الإنسان أن رجب يعاني من صعوبة في المشي وأنه يتنقل بواسطة كرسي متحرك. في الوقت نفسه أفاد حساب وزارة الداخلية الرسمي على تويتر أن الشرطة عثرت على رجب «ملقى على الأرض». بدأ بعض مستخدمي تويتر باستخدام الهاشتاج #مستلقي للسخرية من تفسير الوزارة. في وقت لاحق نشرت الوزارة فيديو بدون صوت يظهر رجب بعد الضرب المزعوم.
أصدرت الوزارة نتائج التحقيق الكامل في الحادث الذي وقع في 8 فبراير 2012. خلص التحقيق إلى أن إصابات رجب تضم كدمتين سطحيتين أحدهما على خده الأيمن والأخرى على فخذه الأيسر. لم يذكر في التحقيق كيفية حصول هذه الإصابات ولكن خلص إلى أن الإصابات كانت تتعارض مع «الضرب المبرح من قبل مجموعة من الضباط لمدة ثلاث أو أربع دقائق». التحقيق أوصى بإجراءات تأديبية للموظف الذي جاء طواعية واعترف برش زينب الخواجة بالفلفل مع عدم كفاية التبرير. جنبا إلى جنب مع نتائج التحقيق نشرت الوزارة صور رجب في المستشفى وشريط فيديو أطول عن الاحتجاج مع الصوت. يظهر شريط الفيديو نبيل رجب بعد الضرب المزعوم وأيضا يظهر رش الضابط زينب الخواجة بالفلفل.
الأحزاب السياسية المعارضة بما في ذلك جمعية الوفاق الوطني الإسلامية وجمعية العمل الوطني الديمقراطي وكذلك منظمات حقوق الإنسان أدانت الهجوم المزعوم. أعرب مسؤولون أمريكيون عن قلقهم وحثوا الحكومة على إجراء تحقيق.

### 8 يناير
ريتشارد سولوم نائب مدير منظمة أطباء من أجل حقوق الإنسان منع من دخول البحرين. كان سولوم مسافر إلى البحرين لحضور محاكمة الاستئناف في 20 مسعف بحريني الذين حكم عليهم لعلاج المتظاهرين.

### 12 يناير
ذكرت السلطات البحرينية أنها ستعيد بناء 12 مسجد شيعي كان قد هدم في أبريل 2011. هذا العمل تسعى من خلاله السلطات للتصدي لمزاعم الانتهاكات التي أثارها تقرير مستقل على احتجاجات الاغلبية الشيعية في البلاد من أجل حقوق أكبر. كجزء من حملات واسعة النطاق جرفت السلطات البحرينية المساجد الشيعية بزعم البناء بشكل غير قانوني أو انتهاكات أخرى.

### 15 يناير
في 15 يناير أصدر الملك حمد عبر خطاب متلفز مراسيم لإدخال تغييرات دستورية مثل منح مجلس النواب الحق في استجواب الوزراء والموافقة على تعيين مجلس الوزراء. قال أن «شعبنا الوفي أثبت إرادته على الرغم من كل الأحداث وكرس لاستمرار المشروع الإصلاحي... واليوم سنواصل هذه المسيرة مع أي شخص لديه رغبة وطنية صادقة في مزيد من التقدم».
قال مطر مطر عضو في جمعية الوفاق: «هذا لن يؤثر على الوضع بل يمكن أن يجعل الأمور أسوأ. إعادة التأكيد على فكرة أن الإصلاح الحقيقي هو المستحيل لهذا النظام». قالت جماعات المعارضة أن الإعلان عن فتات تصالحية يبدو أنها تتزامن مع المعاملة القاسية من المتظاهرين الذين يواصلون مواجهة قوات الأمن في اشتباكات تقتصر إلى حد كبير على القرى الشيعية. أضاف أن: «التناقض بين الوعود والهجمات على أرض الواقع في البحرين هو أكثر من اللازم والمجتمع الدولي الصامت عن هذا».

### 21 يناير
في 21 يناير أطلقت الشرطة البحرينية الغاز المسيل للدموع لتفريق مسيرة الآلاف من الشيعة يشيعون الرجل الذي قال نشطاء قتل في السجن لكن مسؤولين قالوا أنه غرق. عشرات من المتشددين السنة المؤيدين للحكومة هاجموا المشيعين كما حاولت شرطة مكافحة الشغب تفريق الاشتباكات والحفاظ على الجانبين بعيدا في مدينة المحرق.
نشرت فيديو لهواة على يوتيوب لإظهار متظاهرين يلقون زجاجات مولوتوف على رجال الشرطة في العكر. تراجعت قوات الأمن مع اطلاق الغاز المسيل للدموع على المهاجمين.

### 22 يناير
استهدفت مدرسة ابتدائية للبنات في غرب البحرين من قبل مشعلي الحرائق مما تسبب في اندلاع حريق في غرفة الكهرباء. كان هذا الهجوم الخامس والعشرين على منشأة تعليمية في الأشهر الأربعة الماضية. مرتكبي الجريمة مجهولين.

### 24 يناير
أعلنت السفارة الأميركية في البحرين أنه تم نقل بعض موظفيها بسبب «الزيادة الأخيرة في مظاهرات عنيفة على طول ممر شارع البديع أدى إلى تعطل حركة المرور وتقييد السفر لأولئك الذين يعيشون في المنطقة على نحو فعال» وفقا لوزارة الخارجية. لم تجد وزارة الخارجية دلائل على أن الأمريكيين «مستهدفين مباشرة» لكنها استشهدت ب«أمثلة متفرقة من المشاعر المناهضة للولايات المتحدة» التي تجري في الشوارع في حين أن «من حين لآخر أحرقت أعلام الولايات المتحدة» خلال الاحتجاجات.
برأت محكمة الاستئناف الجنائية العليا 11 رجلا سجنوا سابقا في اتصال مع الاحتجاجات البحرينية نظرا لعدم كفاية الأدلة. كان الرجل الثاني عشر يحمل جواز سفر كندي لم يمثل أمام المحكمة للحكم. من المعلوم أنه تم إطلاق سراحه من السجن مسبقا بسبب مشاكل صحية وكان يعالج في المستشفى.

### 25 يناير
في بيان أدان ائتلاف شباب 14 فبراير «صمت المجتمع الدولي والنهج المزدوج القياسية على الجرائم والانتهاكات التي لا تعد ولا تحصى التي ارتكبت من قبل النظام في البحرين وقوات المملكة العربية السعودية الغازية تحت ستار درع الجزيرة. فسر هذا الصمت من قبل النظام في البحرين على أنه موافقة على استخدام أساليب وحشية لسحق الثورة السلمية وحملة على النشطاء السياسيين. لقد عانى شعبنا بما فيه الكفاية وحان الوقت بالنسبة لنا لتأكيد على حقنا في الدفاع عن النفس والتخلي عن المجتمع الذي أثبت أنه يعمل فقط عندما يتم تهديد مصالحه الأنانية. لذلك نحن نحمل المجتمع الدولي المسؤولية الكاملة عن أي تصعيد خطير يحدث في المستقبل».
زعم نشطاء المعارضة أن 3 أشخاص توفوا هذا اليوم. سعيد علي حسن السكري (65 عام) زعم أنه توفي نتيجة استنشاق الغاز المسيل للدموع الذي أطلقته قوات الأمن الليلة الماضية. عباس جعفر الشيخ (25 عام) زعم أنه توفي في المستشفى بعد دخوله المستشفى لمدة شهرين بسبب جروح نتيجة الرصاص المطاطي واستنشاق الغاز المسيل للدموع. منتظر سعيد فخر (37 عام) الذي زعم أنه اعتقل بعد حادث سيارة مع الشرطة وتعرض للتعذيب في مركز شرطة الحورة. قالت الإدارة العامة للمرور أن منتظر توفي في المستشفى بعد اصابته بجروح نتيجة حادث سيارة مع قوات الأمن. زعموا أنه كانت هناك نسبة عالية من الكحول والمخدرات في دمه محملين إياه مسؤولية الحادث.
قوات الأمن هاجمت بالغاز المسيل للدموع وقنابل الصوت احتجاج في المنامة نظمته أحزاب المعارضة. السلطات منعت معظم المسارات إلى المنامة مما أدى إلى العديد من الاختناقات المرورية.

### 26 يناير
زعمت جماعات المعارضة أن محمد إبراهيم يعقوب (17 عام) توفي في الساعات الأولى من يوم 26 يناير نتيجة للتعذيب أثناء احتجازه لدى الشرطة بعد أن قاد مرارا وألقي القبض عليه في اليوم السابق في سترة حسب بيان مقتضب من قبل وزارة الداخلية حيث أن النيابة العامة تحقق في الوفاة. لم يعط مزيدا من التفاصيل حول الوفاة لكنه قال أن المستشفى المحتجز بتهمة «التخريب» أثناء مظاهرات واسعة النطاق يوم الأربعاء. في وقت لاحق أعلنت الوزارة أن محمد الذي دعاه البيان «مثير شغب» توفي لأسباب طبيعية في مستشفى السلمانية. «بمجرد أن ألقي القبض على يعقوب ذكر أنه يعاني من فقر الدم المنجلي. دعت الشرطة على الفور سيارات الإسعاف التي نقلته إلى المستشفى. قدمت له كل الرعاية الطبية اللازمة والمناسبة ولكن وافته المنية نتيجة لمرضه».
ذكرت صحيفة نيويورك تايمز عن مسؤولين في الاستخبارات الغربية معربين عن قلقهم من أن أحمد الجلبي السياسي الشيعي العراقي كان يعمل مع الجماعة المعارضة البارزة في البحرين جمعية الوفاق الوطني الإسلامية. قال مسؤول في المخابرات الفرنسية: «عندما نسمع أن بعض أعضاء المعارضة على اتصال مع حزب الله أو مع الشخصيات المشبوهة مثل أحمد الجلبي العراقي من بينهم نعتقد أنه يتصرف نيابة عن إيران وهذا يقلقنا». اعترف بالعلاقة بين الجلبي والوفاق جواد فيروز عضو الوفاق والنائب النيابي السابق في البحرين. قال فيروز: «لقد ساعدنا الجلبي بايجاد جهات اتصال في واشنطن العاصمة مثل غيره من الناس التي قد تفعل هذا الأمر ونحن نشكرهم».

### 29 يناير
قال مجلس الوزراء في 29 يناير أنه يخطط لمشروع قانون يقضي بفرض عقوبة الاسجن لمدة 15 عام على المتظاهرين الذين يعتدون على رجال الشرطة. قال وزير شؤون مجلس الوزراء كمال أحمد أن الحكومة أعربت عن «قلقها العميق» إزاء تزايد العنف خلال احتجاجات غير مصرح بها في الآونة الأخيرة وفقا لوكالة أنباء البحرين.
قال وزير الداخلية راشد بن عبد الله آل خليفة: "استهداف رجال الأمن حملتني للحصول على حماية قانونية أكبر لأفراد الأمن العام. الآن ليس هناك ما يكفي من النصوص القانونية الرادعة. "اعتقد أن جريمة الاعتداء على أفراد الأمن جناية تصل عقوبتها إلى السجن 15 عام والتي يجب أن تشمل الجناة والمحرضين".

### 30 يناير
اشتبك محتجون مناهضون للحكومة مع شرطة مكافحة الشغب بعد تشييع فتى يبلغ من العمر 17 عام توفي الاسبوع الماضي في حجز الشرطة. ألقي الكثير من الغاز المسيل للدموع في سترة من قبل الشرطة ضد الشبان الذين سدوا الطرقات بمجموعة اطارات مشتعلة وألقوا قنابل حارقة. عدة آلاف من المشيعين رددوا «تقول علامات ذلك اليوم الطاغية يقترب» في الجنازة.

## مارس

### 9 مارس
تظاهر مئات الآلاف في واحدة من أكبر المسيرات المناهضة للحكومة حتى الآن. وفقا لشبكة سي إن إن فإن المسيرة "ملأت الطريق السريع الذي يتكون من أربع حارات بين الدراز والمقشع. قالت الحكومة أن عدد المشاركين بلغ 100 ألف شخص في حين قدر نشطاء المعارضة أن العدد قد يكون أكثر من 200 ألف شخص. افتتح المسيرة عيسى قاسم مفتي الشيعة في البحرين. دعا المتظاهرون بسقوط الملك والإفراج عن القادة السياسيين المسجونين. انتهى الاحتجاج سلميا ولكن حاول مئات من الشباب تنظيم مسيرة إلى موقع المهدوم الرمزي دوار اللؤلؤة وفرقتهم قوات الأمن بالغاز المسيل للدموع. نبيل رجب رئيس مركز البحرين لحقوق الإنسان اعتبرها المسيرة "الأكبر في التاريخ".
قالت هيئة شؤون الإعلام أن المسيرة كانت «خير مثال على الكيفية التي يضمن حرية التعبير» في حين قال عيسى قاسم في وقت سابق خلال خطبة الجمعة «هذا التجمع يعكس إجماع الشعب على المطالب السياسية وتصميمهم على عدم ترك الشوارع حتى تحقيق مطالبهم».
في العراق تظاهر أتباع رجل الدين الشيعي مقتدى الصدر في البصرة لدعم المعارضة البحرينية. ردد 3 آلاف شخص شعارات معادية للسعودية ولوحوا بالاعلام البحرينية والعراقية.

## أبريل

### 10 أبريل
في 10 أبريل انفجرت قنبلة محلية الصنع في القرية الشيعية العكر. ألقي اللوم على المتظاهرين لذلك قالت وزارة الداخلية أن الانفجار أسفر عن إصابة 7 من رجال الشرطة. ندد بالانفجار جمعية الوفاق حزب المعارضة الرئيسي في البحرين والأمين العام للأمم المتحدة والأمين العام لمجلس التعاون لدول الخليج العربية.
ذكرت صحيفة أخبار الخليج الموالية للحكومة أن حافلة أحرقت من قبل مجموعة «متطرفة» تدعى عصائب الثورة باستخدام قنابل المولوتوف في السهلة.
تم القيام بالهجوم على الحافلة على ما يبدو من قبل مجموعة تطلق على نفسها اسم عصائب الثورة. جاء اعلان المسؤولية عن الهجوم على حساب المجموعة في تويتر.
خلال النهار نظمت جماعات موالية للحكومة تجمعات غير قانونية بالقرب من دوار ألبا في مدينة الرفاع السنية. هاجموا محلات السوبرماركت على مدار 24 ساعة التابع لشركة جواد لصاحبها فيصل جواد الشيعي وتضررت سياراتين.
حاولت مجموعة أخرى الدخول إلى معقل المعارضة في النويدرات لكن الشرطة منعتهم.

### 12 أبريل
في 12 أبريل انفجرت أسطوانة غاز مضغوط في شارع المعارض في المنامة وإلحاق أضرار بثلاث سيارات.

### 18 أبريل
تعرض أربعة ميكانيكيين من فريق فورس إنديا للاغتيال عندما تم وضع قنبلة مولوتوف في طريقهم مساء الأربعاء.

### 19 أبريل
في ليلة الخميس توقفت حافلة تضم 12 عضو من فريق ساوبر للفورمولا واحد على جانب الطريق بعد رؤية زجاجات حارقة ثم انطلق مسرعا عندما رأى أعضاء الفريق رجال ملثمين يحاولون دخول الحافلة.
عاد موظفين من فريق فورس إنديا إلى أوروبا لتجنب أي احتمال لتورطهم في «حادث معزول» بعد هجوم يوم الأربعاء.

### 20 أبريل
غمرت المياه عشرات الآلاف من المحتجين المناهضين للحكومة على شارع البديع السريع خلال اليوم الأول من سباق جائزة البحرين الكبرى 2012.
في العراق استنكر رجل الدين الشيعي المتشدد مقتدى الصدر تنظيم البحرين لسباق الجائزة الكبرى في حين «تراق الدماء» في الجزيرة. أدان الصدر أيضا فرق الفورميلا واحد قائلا أن وجودها في البحرين يعطي «دعم للظلم والقتل».
كدولة ذات أغلبية شيعية دعمت العراق الاحتجاجات التي يقودها الشيعة في البحرين.

### 24 أبريل
قالت وزارة الداخلية أن أربعة من رجال الشرطة أصيبوا في الدراز في «التفجير الإرهابي» اثنان منهم في حالة خطيرة. وفقا للوزارة فإنها تلقت اتصالا عن وجود حريق في أحد المباني وتم استدعاء رجال الإطفاء لتغطية رجال الشرطة «التفجير الإرهابي» الذي حدث.
عضو جمعية الوفاق الوطني الإسلامية جواد فيروز قلل من مصداقية الحكومة قائلا: «يحيط الغموض ما يعلنه النظام بين الحين والآخر عن وقوع انفجارات». أكد أيضا على «الطابع السلمي» للاحتجاجات.

## مايو

### 5 مايو
قالت وزارة الداخلية أن عبوة ناسفة انفجرت في قرية بني جمرة الساعة 12:25 صباحا وأصيب أربعة من رجال الشرطة بينهم ضابط بجروح بليغة.

### 8 مايو
ادعت وزارة الداخلية أن أسير اعتقل للأنشطة المتصلة بالاحتجاجات رضا الغسرة (25 سنة) فر من سجن الحوض الجاف. تم استجواب عائلته وعائلة أخرى من الذين كانوا يزورون السجين من قبل الشرطة لعدة ساعات.

### 18 مايو
شارك عشرات الآلاف في الاحتجاج الذي امتد لأكثر من خمسة كيلومترات على امتداد شارع البديع ضد خطط الاتحاد مع المملكة العربية السعودية. ردد المحتجون هتافات مثل «البحرين ليست للبيع» و«لا للاتحاد، لا للاتحاد» وحملوا لافتات تطالب بحق تقرير المصير. كما أعربوا عن تضامنهم مع عيسى قاسم الزعيم الشيعي الروحي البحريني الذي تعرض لهجوم مؤخرا من قبل الموالين للنظام في الصحف. قدرت جمعية الوفاق عدد المشاركين بـ 300 ألف شخص أي أكثر من 50٪ من المواطنين البحرينيين.

### 19 مايو
شارك 5 آلاف موالي للحكومة في ساحة الاعتصام في جامع أحمد الفاتح في منطقة الجفير في المنامة في أن دعم خطط الاتحاد مع المملكة العربية السعودية ودول الخليج الأخرى «لا تمنع التقدم الديمقراطي». أشاد رئيس الوزراء بالتجمع معتبرا إياه ب«الصوت الوطني الحقيقي». أشاد وزير العدل أيضا «بالمواقف المشرفة» ضد «الطموحات الأجنبية» في إشارة إلى إيران.
قالت جمعية الوفاق أنها أجلت اعتصامها أمام مبنى الأمم المتحدة في المنامة بعد أن رفضت وزارة الداخلية منحهم إذن «بسبب التعارض مع حدث آخر في منطقة قريبة».

### 20 مايو
في الليل نظمت خمسة أحزاب معارضة اعتصاما في قرية المقشع بحضور حشود كبيرة تدعو إلى مزيد من الإصلاحات. نقل متحدثين عن نتائج لجنة تقصي الحقائق من ادعاءات حقوق الإنسان التي ارتكبتها الحكومة في عام 2011 مثل الاعتقالات التعسفية واستخدام القوة المفرطة وغير الضرورية والتعذيب وتدمير المساجد مشيرين إلى أن هذه الانتهاكات ما زالت تحدث. طالبوا إلى المحاسبة وقالوا أنهم منفتحون على الحوار. أيضا كان هناك عدد قليل من الخطب لأسر الأشخاص المحتجزين الذين تحدثوا عن انتهاكات في عمليات الاعتقال وداخل السجون.

### 21 مايو
لليلة الثانية نظمت أحزاب المعارضة اعتصاما في قرية المقشع بالتزامن مع الاستعراض الدوري الشامل للبحرين في تجديد دعواتها للحوار على أساس وثيقة المنامة ومبادرة ولي العهد الذي اقترحها في مارس 2011. اتهمت الناشطة في جمعية العمل الوطني الديمقراطي عائشة بوجيري الحكومة بعدم الامتثال لالتزاماتها متسائلة: «كيف يمكن للحكومة دمج جميع مكونات الشعب والسماح لجميع شعب البحرين الانضمام إلى الجيش و[وزارة] الداخلية في حين أنها ترفض أن يعود مدير مدرسة إلى منصبه [السابق] [بعد طرده]؟». كانت بقية الخطب لضحايا انتهاكات حقوق الإنسان وعائلاتهم الذين وصفوا ظروف التعذيب في السجون.
في أماكن أخرى شارك عشرات من سكان المعامير في احتجاج للمطالبة بالإفراج عن السجناء السياسيين. في سماهيج شارك عشرات من السكان في اعتصام قرب مأتم القرية للمطالبة بالإفراج عن السجناء السياسيين. في كلمة قالت والدة سجين: «يجري اعتقال تعسفي دون أوامر بسبب أنشطتهم السياسية وأن معظمهم لم يمثلوا أمام المحاكم على الرغم من تجاوز حد فترة الحجز».

### 24 مايو
تم استئناف جلسة محاكمة الثلاثة عشر معارض بارز. عبد الهادي الخواجة الذي دخل قاعة المحكمة على كرسي متحرك وفقا لجمعية شباب البحرين لحقوق الإنسان ذكر تعرضه للتعذيب والضرب في شهادته.

### 28 مايو
أنهى الناشط في مجال حقوق الإنسان عبد الهادي الخواجة اضراب عن الطعام استمر 110 يوم «بعد النجاح في تسليط الضوء على قضية المعتقلين في السجون البحرينية» في بيان صادر عن جمعية شباب البحرين لحقوق الإنسان التي نقلت عنه قوله. الناشط الآخر في مجال حقوق الإنسان نبيل رجب الذي اتهم ب«تنظيم احتجاجات غير مشروعة وإهانة السلطات» أفرج عنه بكفالة.

## يونيو

### 7 يونيو
وفقا لصحيفة الوطن الموالية للحكومة فقد توفي رجل يدعى أحمد سليم الجبوري الظفيري (18 عام) في الأردن بعدما تلقى العلاج الطبي للإصابات نتيجة «جسم غريب» زرعه «إرهابيين» انفجر بالقرب من منزله في مدينة حمد في 18 أبريل بينما كان يحاول إزالة الاطارات المشتعلة التي وضعتها المحتجين في الشارع. وزارة الداخلية لم تصدر أي بيان حول الحادث وفشلت صحيفة الوسط في الحصول على تفاصيل من الوزارة.

### 8 يونيو
نظمت أحزاب المعارضة إحدى أكبر المسيرات خلال أسابيع بتواجد عشرات الآلاف من المتظاهرين في شارع البديع غرب المنامة. شرطة مكافحة الشغب تدخلت باطلاق الغاز المسيل للدموع وقنابل الصوت على المتظاهرين من أجل تفريق المسيرة. وقعت اشتباكات أخرى في قريتي أبو صيبع وجد حفص حيث أصيب متظاهر واحد على الأقل وفقا للناشط في حقوق الإنسان يوسف المحافظة. قال الشاهد: «كانت هناك مظاهرات في ما يقرب من عشرة مواقع». قال المصور الصحفي البحريني مازن مهدي أن الشرطة منعت الصحفيين أثناء تغطيتهم للاحتجاجات.

### 9 يونيو
اعتقل الناشط الاعلامي في جمعية الوفاق علي عبد الله حبيب بسبب شعارات ضد القانون في احتجاج خلال اليوم السابق. قال عبد الحسين المتغوي وهو النائب السابق لجمعية الوفاق أن وزارة الداخلية اختلط عليها الأمر لأن «حبيب لم يردد أي شعارات ضد القانون وكل ما فعله هو قراءة البيان الختامي». لم يقدم حبيب إلى النيابة العامة لأن السبت هو يوم عطلة في البحرين.
قالت جمعية الوفاق أن قوات الأمن أصابت عدد من المتظاهرين بالرصاص المطاطي خلال حملة على الاحتجاجات في الليل. ادعى البيان أن ستة مواقع مختلفة تم استخدام الرصاص المطاطي فيها.
عقد اعتصام في مقر جمعية التجمع الوطني الديمقراطي تضامنا مع مراسل المعتقلين يدعى أحمد راضي. قال المتحدثون في الاعتصام في أن «حماية الصحفيين أصبحت مسؤولية وطنية ودولية» بسبب «الانتهاكات المستمرة ضد الصحفيين في البحرين». من بين المشاركين كان يوسف المحافظة من مركز البحرين لحقوق الإنسان وهيثم راضي شقيق المعتقل.

### 10 يونيو
اتهمت جمعية الوفاق قوات الأمن ب«الاعتداء» على بيت رئيسها علي سلمان في بلاد القديم وتدمير وسرقة الكاميرات الأمنية في جميع أنحاء المنزل في الفجر. قامت بنشر مقطع فيديو على موقع يوتيوب يظهر الحادث المزعوم. قالت جمعية الوفاق أن قوات الأمن داهمت منازل المواطنين في المنطقة لاعتقال عدد من المواطنين. تم اعتقال ستة شباب.
أطلق سراح الناشط الاعلامي في جمعية الوفاق علي عبد الله حبيب الذي اعتقل في 9 يونيو بعد عرضه على النيابة العامة.
قالت وزارة الداخلية على حسابها في تويتر أن دورية أمنية في مدينة حمد احترقت تماما عندما هاجمت مجموعة من «المخربين» باستخدام قنابل مولوتوف. ومع ذلك قال البيان أنه لم تقع إصابات. في رسالة آخرى ادعت الوزارة إصابة أحد أفرادها في الدراز عن طريق قضيب حديدي ناري باستخدام «قاذف محلي الصنع» خلال اشتباكات مع مجموعة من «المخربين».
أعلنت وزارة الداخلية أنها اعتقلت سبعة أشخاص اتهموا ب «مهاجمة دورية للشرطة بقنابل المولوتوف» في 7 يونيو. وفقا للوزارة فقد وقع الهجوم المزعوم في بلاد القديم وأسفرت عن إصابة رجلي شرطي بحروق كما احترقت السيارة تماما.
في الرفاع شارك المئات من المواطنين في جنازة الظفيري الذين لقى حتفه في وقت سابق قبل ثلاثة أيام في الأردن.

### 13 يونيو
في قرية الدير أصيب أحمد النهام الطفل البالغ من العمر 5 سنوات في عينه اليسرى خلال اشتباكات بين قوات الأمن والمتظاهرين. وفقا لعائلته كان مع والده الذي كان آنذاك يبيع الأسماك على الطريق عندما وقع الحادث. نقل النهام إلى وحدة العناية المركزة في مستشفى السلمانية لتلقي العلاج. أصيب والده أيضا. قالت وزارة الداخلية أن عددا من «الخارجين عن القانون» منعوا من دخول المنطقة وهاجموا قوات الأمن الذين اضطروا لاستخدام «الإجراءات القانونية» اللازمة. أضافت الوزارة أنها فتحت تحقيقا في الحادث وأنه سيتم نقل النهام إلى المملكة العربية السعودية لمزيد من العلاج.
في بلاد القديم عقدت جمعية الوفاق اعتصام تضامنا مع الناشط في مجال حقوق الإنسان المعتقل نبيل رجب ودعت إلى إطلاق سراحه فورا. شملت قائمة المتحدثين جميل كاظم رئيس مجلس شورى جمعية الوفاق ومحمد التاجر محامي حقوق الإنسان ويوسف المحافظة عضو مجلس إدارة مركز البحرين لحقوق الإنسان.

### 14 يونيو
أطلق سراح هادي الموسوي النائب النيابي السابق لجمعية الوفاق بكفالة بعد ساعة ونصف من التحقيق في النيابة العامة بعد أن اتهمته وزارة الداخلية بإهانتها في مؤتمر صحفي في 29 مايو. قال بيان صادر عن جمعية الوفاق أن الموسوي كان قد شارك مؤخرا في الاستعراض الدوري الشامل في البحرين.

### 15 يونيو
أطلقت قوات الأمن الغاز المسيل للدموع واعتقلت عددا من المحتجين الذين نظموا اعتصاما في شاطئ كرباباد. دعت جمعية الوفاق إلى الاعتصام ولكن قبل ساعتين فقط من بداية الاعتصام أعلنت وزارة الداخلية أن الاعتصام «غير قانوني». قامت قوات الأمن بإزالة المعدات من الموقع ووضع نقطة تفتيش. قالت وزارة الداخلية في حسابها على تويتر أن ضباط الأمن قاموا بتفريق «تجمع غير قانوني» بعد التحذير بمنعه.
إحدى المعتقلات كانت الطالبة زهرة الشيخ (21 عام) التي تعرض للضرب واعتقلت بعدما رصدها قوات الأمن تقوم بالتصوير من نافذة سيارتها. أفادت شقيقة زهرة أنه «تم تصويرها عارية» بعد أن «أجبروها على خلع ملابسها» من قبل شرطية. أضافت أن شقيقتها تعرضت للاعتداء من قبل ضابط رجل أثناء الاحتجاز. أصدرت جمعية الوفاق في بيان نقلا عن أفراد أسرة زهرة بأنها تعرضت للاعتداء أثناء الاحتجاز. قال البيان أيضا أن النيابة العامة قررت اعتقال زهرة لمدة أسبوع بسبب اعتدائها على ضابط شرطة.

### 22 يونيو
وقفة احتجاجية صغيرة ضمت علي سلمان الأمين العام لجمعية الوفاق الوطني الإسلامية وحسن المرزوق زعيم معارض آخر أطلقت عليها شرطة مكافحة الشغب النار. ادعى سلمان انه والمرزوق استهدفوا عمدا من قبل الشرطة.

## يوليو

### 14 يوليو
عقدت على نطاق واسع احتجاجات مناهضة للحكومة. المتظاهرين اشتبكوا مع قوات الأمن بإلقاء قنابل المولوتوف مما أدى إلى اعتقال البعض. هذه الاحتجاجات تأتي بعد فترة وجيزة من قرار الحكومة بحظر جميع المسيرات المعارضة. قالت وكالة أسوشيتد برس أن هذا القرار سوف «من المرجح يصعد من المواجهات».
قال شهود عيان في كرزكان أن قوات الأمن هاجمت مظاهرة باستخدام الغاز المسيل للدموع. بعد الاحتجاج وقعت مصادمات بين الشرطة ومحتجين. وفقا لشهود عيان ألقي القبض على 12 محتج بعد أن حاصرتهم قوات الأمن ومن ثم اقتحموا منزل كانوا يختبئون فيه. لا يعرف العدد الإجمالي للاعتقالات حتى الآن.

### 20 يوليو
تم إقامة عدة نقاط تفتيش أمنية تحسبا لخمسة وعشرين مظاهرة دعت إليها أحزاب المعارضة. اشتبكت قوات الأمن مع آلاف المتظاهرين الذين حاولوا التظاهر. استخدمت شرطة مكافحة الشغب الغاز المسيل للدموع وأصيب واعتقل العديد من المتظاهرين الذين ألقوا قنابل المولوتوف مرة أخرى. انتهت بعض المسيرات بسلام دون اشتباكات في حين فرقت معظمهم على أيدي قوات الأمن. اتهمت السلطات منظمي الاحتجاجات بتعطيل متعمد للحياة اليومية للناس. قالت أحزاب المعارضة أن قرار حظر التجمعات غير دستوري وضد حرية التعبير. أصدروا بيانا مشتركا متهمة السلطات بإلحاق عشرات الإصابات ومهاجمة أكثر من 72 منطقة. في الليل نظموا عدة مسيرات بالشموع في ذكرى ضحايا الاحتجاجات.

## أغسطس

### 2 أغسطس
قال نشطاء أن 45 شخص على الأقل أصيبوا بجروح في عملية لقوات الأمن لتفريق الاحتجاجات الثلاثة المنفصلة في وقت متأخر يوم الخميس. قال رئيس جمعية شباب البحرين لحقوق الإنسان محمد المسقطي أن الناشطة زينب الخواجة اعتقلت في وقت مبكر من يوم الجمعة عندما حاولت تنظيم احتجاج انفرادي بالاعتصام في شارع البديع بالقرب من العاصمة المنامة. موضحا أيضا أن الشرطة استخدمت الغاز المسيل للدموع لتفريق المتظاهرين. لم ترد تقارير عن وقوع إصابات خطيرة. قالت وزارة الداخلية في بيان على موقعها على الإنترنت أن «محرضي الشغب» ألقوا قنابل مولوتوف على سيارة الوزارة في الطريق بالقرب من بني جمرة ولكن سائقها ورفيقه لم يصابا.

### 8 أغسطس
أصدرت محكمة بحرينية أحكاما بالسجن ضد 11 شخص أدينوا بالاعتداء على جندي وبرأت أربعة آخرين. خفضت محكمة الاستئناف التهمة الرئيسية ضد 15 متهم من الشروع في القتل إلى «الاعتداء الجسدي» على جندي في حين بقيت تهمة المشاركة في تجمعات غير قانونية وأعمال الشغب خلال شهر من الاحتجاجات التي يقودها الشيعة منذ العام الماضي دون تغيير. تم تخفيض عقوبة خمسة متهمين إلى سنتين. قال محامي طلب عدم ذكر اسمه أنه أسقطت الأحكام الصادرة بحق متهمين اثنين آخرين لمدة سنة واحدة وستة أشهر على التوالي. ومع ذلك فقد المدعى عليه السادس عشر حقه في الاستئناف.

### 9 أغسطس
اقترح ممثل روسيا لدى الأمم المتحدة إضافة الأزمة في البحرين إلى قائمة المنظمة الدولية من الأشياء للقيام به.

### 14 أغسطس
أخرت البحرين حتى 4 سبتمبر في إصدار الحكم في إعادة محاكمة 20 رجل أدينوا بتزعم احتجاجات العام الماضي وقال محامون هي قضية تحت مجهر المسؤولون الأمريكيون الذين يحرصون على تبرئتهم للمساعدة في استعادة الهدوء في البحرين. 20 رجل من بينهم سبعة يحاكمون غيابيا ويعتقد أن يكون من بينهم المئات الذين قيمت لجنة حقوق الإنسان الدولية في نوفمبر 2011 تعرضوا للتعذيب خلال فترة الأحكام العرفية التي فرضت للمساعدة في قمع الاحتجاجات. لم يعطي رئيس المحكمة أي سبب للتأجيل. وفقا للجشي والمحامين الآخرين الحاضرين في قاعة المحكمة بعد إعلان التأجيل فقد هتفوا غاضبين: «بالروح والدم نفديك يا البحرين»، مما أثار غضب القاضي.

### 16 أغسطس
سجن الناشط عن حقوق الإنسان نبيل رجب لمدة ثلاث سنوات لمشاركته في «تجمعات غير قانونية». تم تأجيل استئنافه في هذه الحالة إلى 23 أغسطس. أدان زملائه النشطاء على الفور الحكم مع الدعوة إلى القيام بمظاهرات مساء الخميس. صدر الحكم على رجب في يوليو 2012 بعد تلقي النيابة العامة الشكاوى أنه قام بالتشهير ضد سكان مدينة المحرق على تويتر.

### 18 أغسطس
أعلنت وزارة الداخلية عن مقتل شاب يبلغ من العمر 16 عام بعدما دافع أفراد قوات الأمن عن أنفسهم خلال أعمال شغب لكن المعارضة قالت أنه تعرض للركل على الأرض. قالت وزارة الداخلية أن مجموعة من الشباب ألقوا قنابل حارقة على الشرطة في ليلة الجمعة في مدينة المحرق. لكن جمعية الوفاق الوطني الإسلامية قالت أن الصبي كان ضحية لهجوم «همجي». شهد يوم الجمعة أيضا توتر في البحرين بسبب قيام المسلمين الشيعة بإحياء يوم القدس دعما للفلسطينيين.

### 20 أغسطس
ذكر مكتب المدعي العام في البحرين أن طلقات نارية تسببت في وفاة شاب يبلغ من العمر 16 عام الأسبوع الماضي وذكر التقرير أن التحقيق جار.

### 21 أغسطس
اندلعت أعمال عنف في جنازة الفتى البالغ من العمر 16 عام حسام الحداد الذي قتل يوم الجمعة برصاص الشرطة. المتظاهرون رشقوا الشرطة بالقنابل الحارقة والحجارة في الاشتباكات التي اندلعت في البحرين مساء الثلاثاء في جنازة متظاهر في سن المراهقة قتل الأسبوع الماضي في موجة جديدة من الاضطرابات في المملكة. قالت الحكومة أن مجموعة من مثيري الشغب ألقوا على الشرطة قنابل المولوتوف والحجارة من فوق سطح مركز ديني وألقت الشرطة القبض على ثمانية محتجين. ومع ذلك قالت جمعية الوفاق أن شرطة مكافحة الشغب بدأت بالعنف بإطلاق الغاز المسيل للدموع في حداد الحداد.

### 23 أغسطس
برأت محكمة الاستئناف الناشط نبيل رجب الذي صدر في حقه حكما بالسجن لمدة ثلاثة أشهر في 9 يوليو 2012 لإساءته لأعضاء من الطائفة السنية في تويتر. ومع ذلك لا تزال قضيته بخصوص السجن لمدة ثلاث سنوات بسبب مشاركاته في احتجاجات «غير مرخص لها» ضد النظام الملكي السني في البحرين.

### 26 أغسطس
مريم الخواجة المتحدثة الدولية لمركز البحرين لحقوق الإنسان المقيمة في الدنمارك رفض دخولها مصر في مطار القاهرة بعد وصولها يوم الأحد متهمة حكومة البحرين من استمرار التعاون الأمني القمعي رغم التغيير السياسي في المنطقة. قالت مريم أنها كانت تأمل في دخول مصر لبضع ساعات لرؤية أصدقائها أثناء توقفها بينما كانت متجهة إلى جنوب أفريقيا. ختم المسؤولين في مطار القاهرة على جواز سفرها ولكن بعد ذلك ألغت تأشيرتها بعد أن أدركوا أنها ناشطة بحرينية. كتبت على تويتر أن الشرطة المصرية قد هددت بترحيلها إلى البحرين حيث من المرجح أن يتم القبض عليها إذا رفضت مغادرة القاهرة.

### 30 أغسطس
اتهم شرطي بقتل المراهق الشيعي حسام الحداد البالغ من العمر 16 عام بالرصاص خلال مظاهرة لمتظاهرين عندما ألقوا على قوات الأمن بالقنابل الحارقة. وفقا لمسؤول في وكالة أنباء البحرين نواف حمزة فإن النيابة العامة «اتهمت الشرطي الذي أطلق النار على أحد المهاجمين بالقتل العمد». قال أنه تم الإفراج عن المتهم ولكن تم منعه من السفر. لم يتم الكشف عن اسمه وجنسيته. لكن النيابة العامة أصدرت بيانا في وقت لاحق قائلة أن التهمة الموجهة للشرطي كان «مبتدء» بانتظار نتائج التحقيق الذي يظهر أنه «من المرجح حالة دفاع عن النفس».

### 31 أغسطس
تظاهر الآلاف من المتظاهرين من جماعات المعارضة الشيعية في البحرين يوم الجمعة للمطالبة بالإفراج عن نشطاء مسجونين. المتظاهرين من بينهم نساء لوحوا بالاعلام البحرينية وصور النشطاء المسجونين من جماعات المعارضة الشيعية. حملوا صورا لنبيل رجب وهو ناشط في مجال حقوق الإنسان حكم عليه بالسجن لمدة ثلاث سنوات بتهمة المشاركة في مظاهرات غير قانونية ولافتات كتب عليها «الحرية لنبيل رجب!» وهم يرددون: «نحن لا ننسى السجناء!».